# Librán
Librán es una localidad perteneciente al municipio de Toreno, en la comarca de El Bierzo, provincia de León, comunidad autónoma de Castilla y León, España. Dista unos 4 kilómetros de la capital municipal y cuenta con alrededor de 50 habitantes. En ella se encuentran pinturas rupestres datadas a finales del Calcolítico y principio de la Edad del Cobre (2500-1700 a. C.), situadas en una cueva conocida como "El Buracón de los Mouros", de difícil acceso al encontrarse en una ladera de la garganta del río Primout.

## Demografía

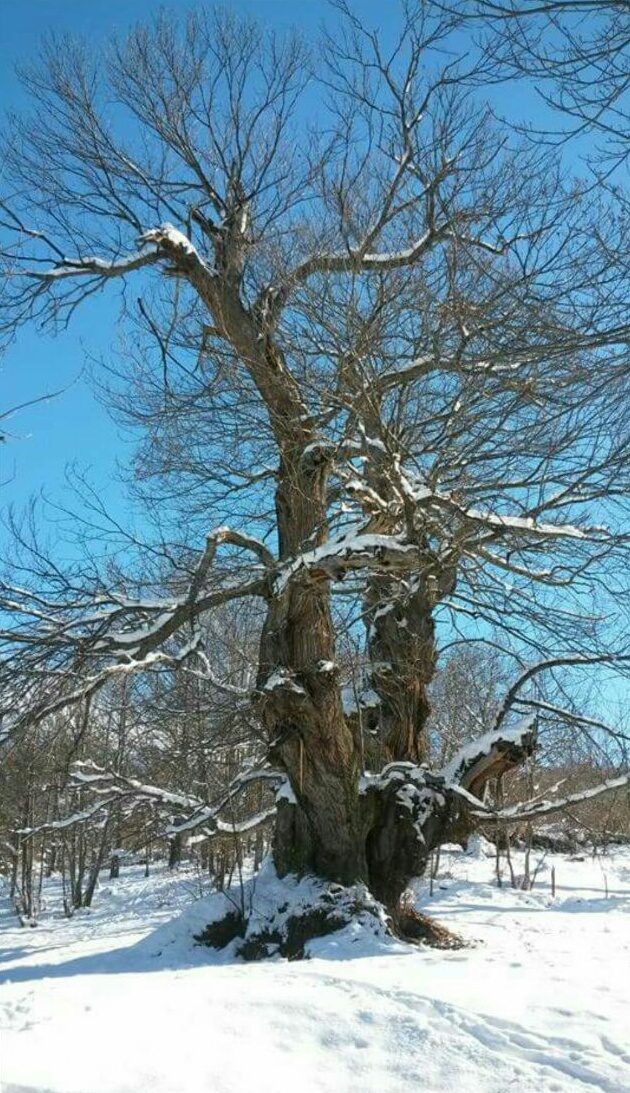
Árbol milenario

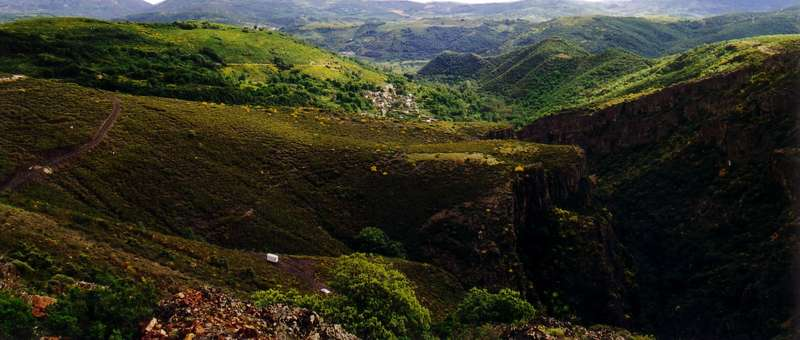

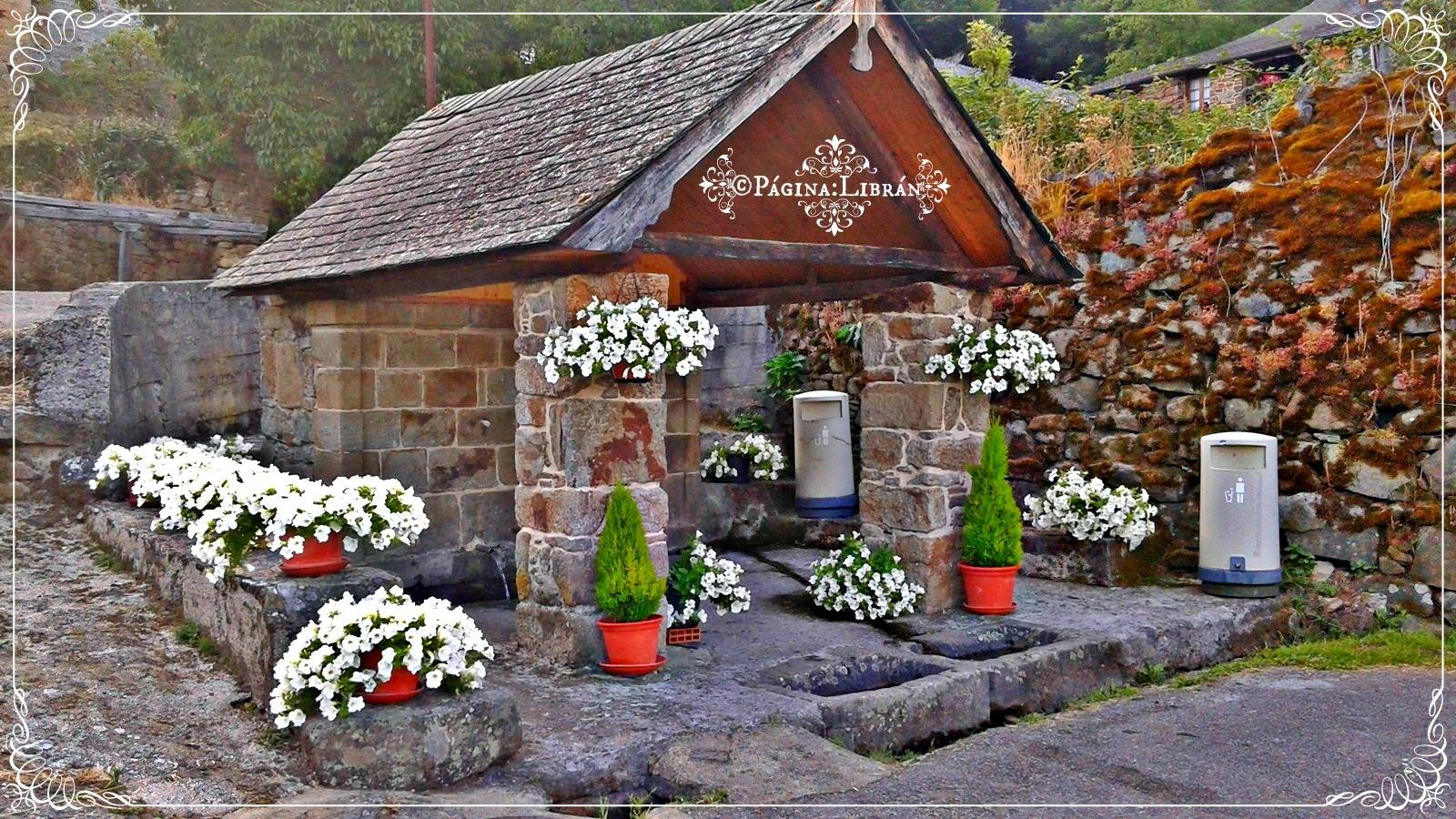
La fuente del pueblo

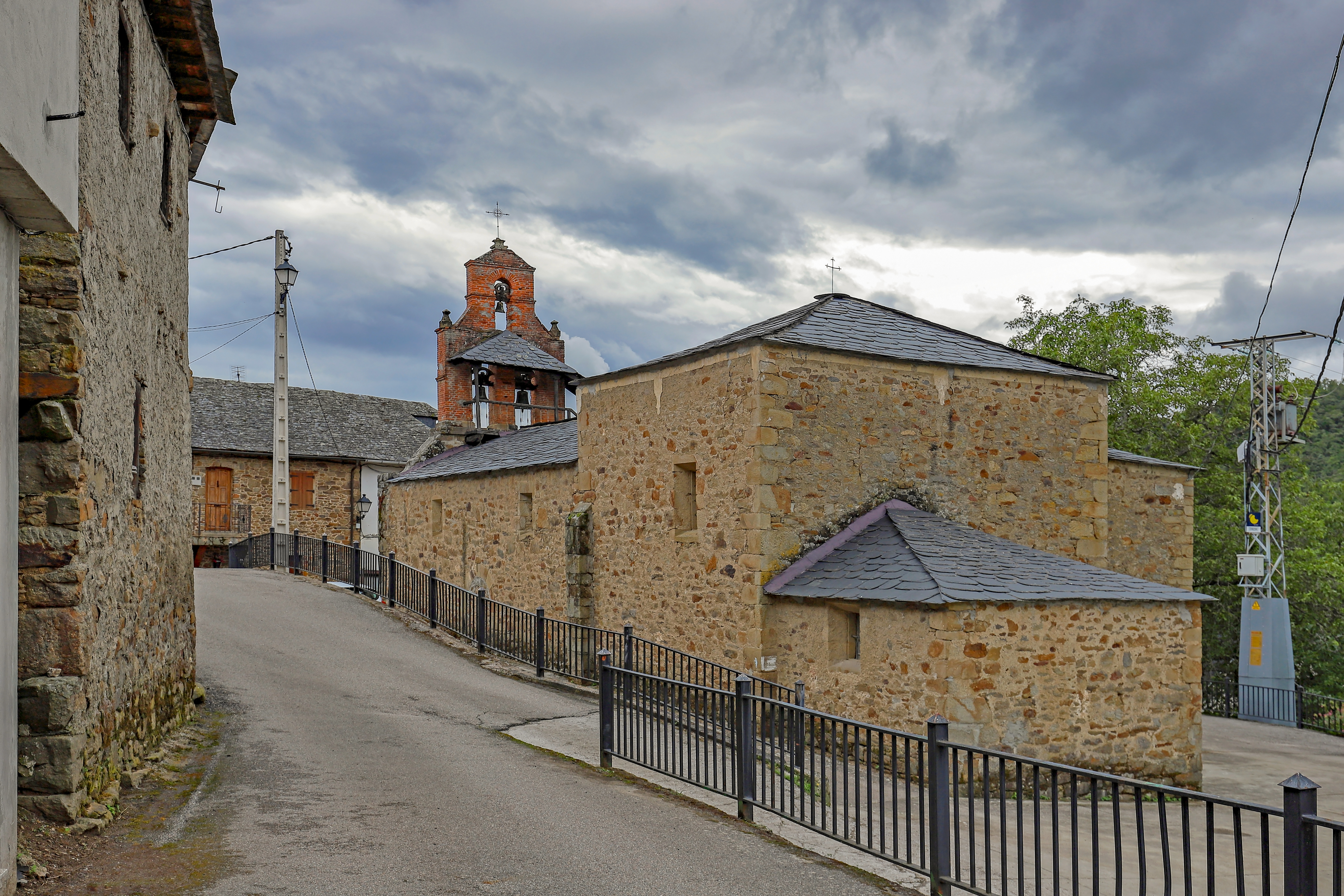
Iglesia de Santiago

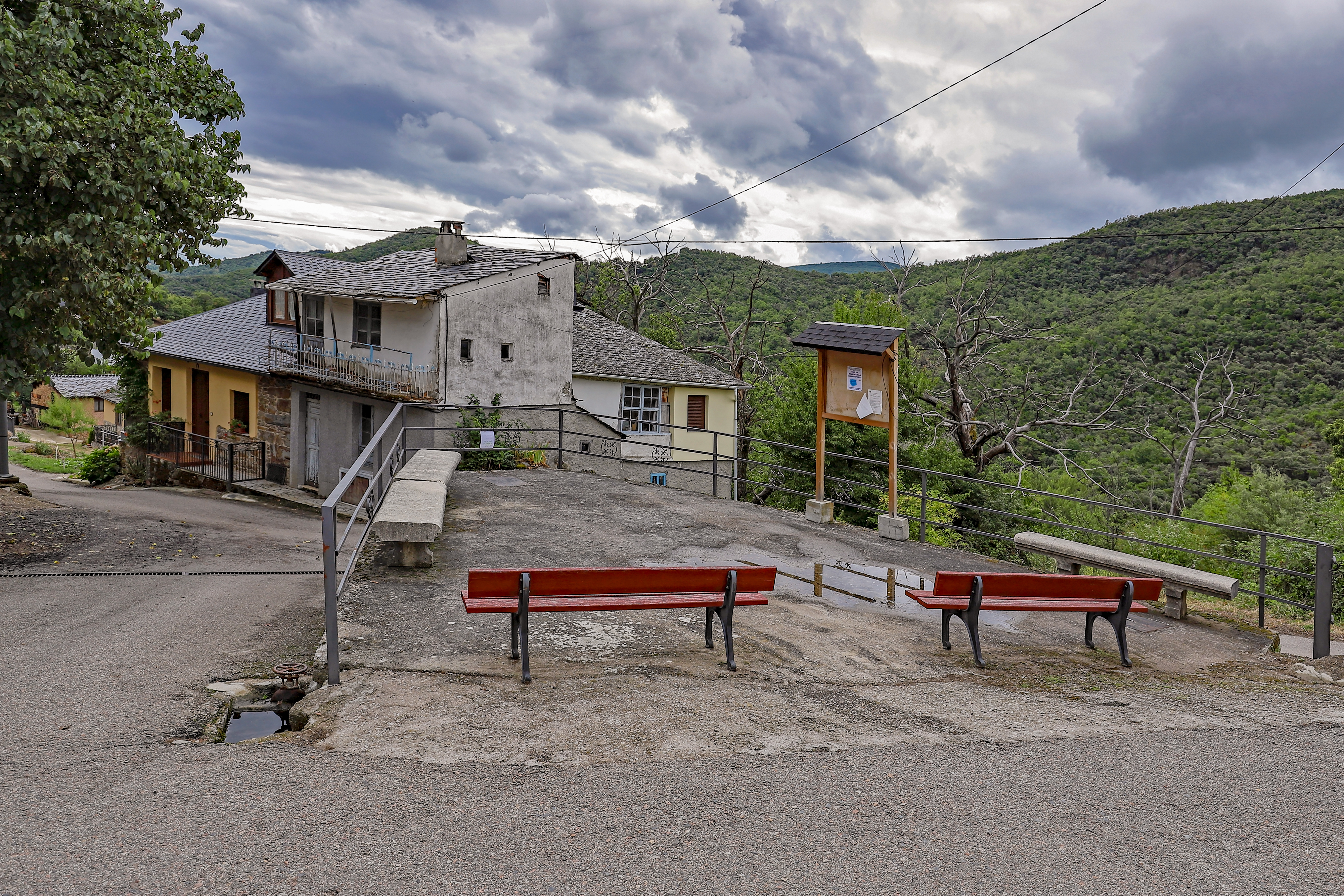
Plaza

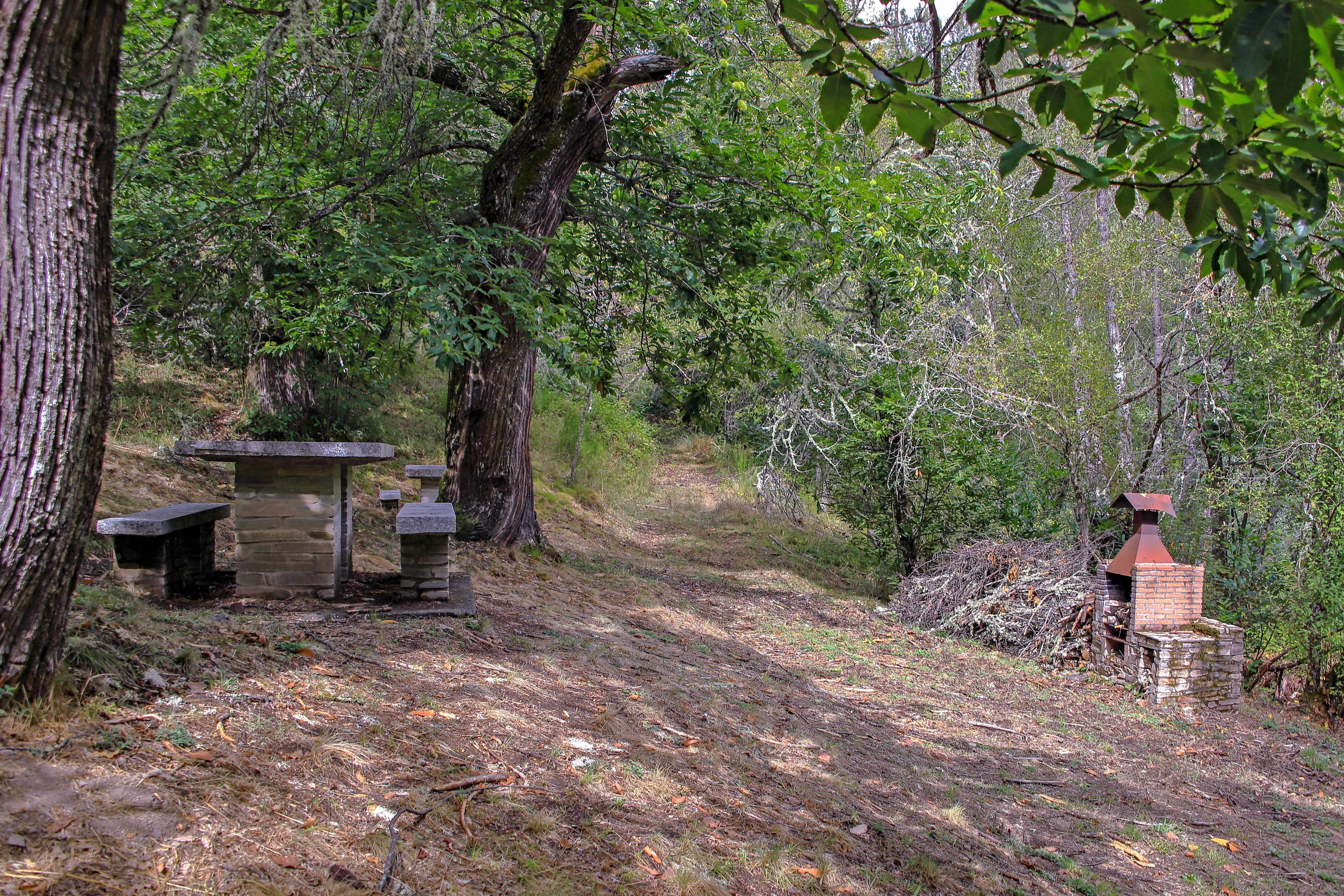
merendero

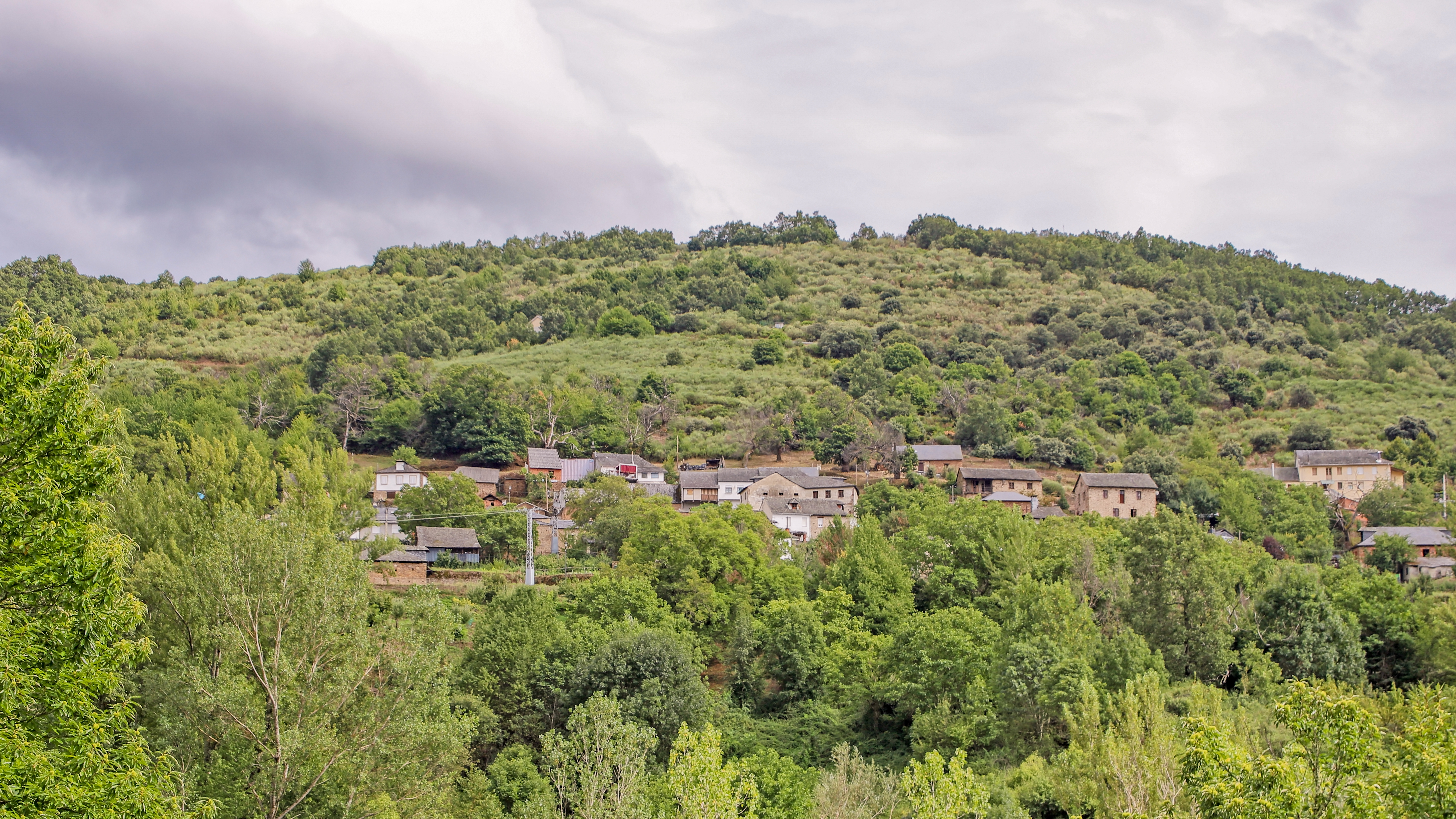
Panorámica

| 2000 | 2001 | 2002 | 2003 | 2004 | 2005 | 2006 | 2007 | 2008 | 2009 | 2010 | 2011 | 2012 | 2013 | 2014 | 2015 | 2016 | 2017 |
| 59   | 55   | 55   | 54   | 54   | 50   | 55   | 56   | 54   | 52   | 50   | 55   | 51   | 51   | 51   | 51   | 53   | 51   |

## Fiestas
- 25 de julio, Santiago Apóstol.
- 28 de enero Santo Tirso.